# Сеймовое соглашение
Се́ймовое соглашение, сеймовая избирательная реформа, также в украинской историографии «галицкое уравнивание» (укр. Галицьке зрівняння) — закон, принятый Галицким краевым сеймом 14 февраля 1914 и утвержденный австрийским императором Францем-Иосифом I Габсбургом 8 июля 1914, изменившим Краевой статут для Галичины 1861 и ввел новую Избирательную сейма ординацию для Восточной Галиции. Соглашение было результатом длительной борьбы за демократизацию избирательного права, следствием национального и социального компромисса. Закон, в основу которого положен проект Михала Бобжинського, сохранил принцип представления интересов, однако распространил избирательное право на малоимущие слои населения и ввел принцип представления интересов польского и украинского народов.

## Положения соглашения
Галицкий краевой сейм должен был составить 221 члена, в том числе 12 вирилистов (лиц, которые получали сеймовые мандаты благодаря своим должностям), к которым предполагалось добавить ректора будущего украинского университета. Остальных депутатов следовало выбирать в пяти куриях по установленным квотам следующего содержания:
- 45 крупных землевладельцев, в том числе 1 украинец;
- 46 депутатов от цензововой городской курии, к которой принадлежали первые 2/3 плательщиков прямых налогов;
- 12 депутатов общей городской курии, по принципам плюрализма;
- 5 депутатов от торгово-промышленной палаты;
- 105 депутатов в целом от городских и сельских общин, в том числе 57 поляков и 48 украинцев[2].

Энциклопедия истории Украины пишет, что новый порядок регламентировал ход выборов с целью максимального устранения административных рычагов влияния на выборы.

## Оценки
Украинский исследователь У. Уська пишет, что сеймовое избирательное соглашение являлось одной из наиболее сложных и запутанных мажоритарных систем не только в Цислейтании, а и в Европе в целом.

## Результаты
По Сеймовому соглашению в новом Галицком краевом сейме украинцы получили 27,2% мандатов. Сеймовое соглашение не было реализовано из-за скорого начала Первой мировой войны.